# Дворац Геделон
Дворац Геделон (фр. Guédelon) је пројекат реконструкције средњовековне изградње замка. Налази се у Трењију (фр. Treigny), у департману Јон (фр. Yonne) у северозападном делу централне Француске. Циљ пројекта је да се изгради историјски аутентичан дворац искључиво употребом техника и материјала коришћених у средњем веку. Када буде завршен 2020. године, требало би да буде аутентична реконструкција средњовековног дворца из 13. века.
Да би се у потпуности истражила стара технологија, пројекат користи само технике, алате и костиме који су аутентични за овај период. Материјали, укључујући дрво и камен, се добијају локално. Главни пројектант је Жак Мулен. Он је пројектовао дворац у складу са архитектонским моделом развијеним током 12. и 13. века под патронатом фрацуског краља Филипа II. 
Изградњу је 1997. започео Мишел Гијо, власник замка Сен Фаржо удаљеног 13 km од овог места. Локација је изабрана због доступности грађевинског материјала: напуштени каменолом се налази у близини, а место се налази у великој шуми, у близини рибњака.
Пројекат је запослио 55 људи и сада је туристичка знаменитост, коју посећује више од 300.000 људи сваке године.

## Концепт
Двореца Геделон је постао комплексан пројекат, који се ослања на неколико аспеката:
- Туризам: Градилиште се може посетити. Организују се посете са водичем, а средњовековни ресторан прима посетиоце. Локација је сада значајно туристичко одредиште и најпосећенија атракција у департману Јон, са више од 300.000 посетилаца у 2010. години.
- Образовање: Пројекат је отворен и прилагођен групама и ђачким екскурзијама. Може се научити о условима рада у средњем веку и различитих занатима тог времена.
- Наука и знање: Тим пројекта користи испитује научно и историско знање о средњовековним техникама градње.
- Људски: У овој руралној области пројекат је отворио 55 нових радних места и привукао 200 волонтера.
- Социјални: Пројекат запошљава младе који се суочавају са тешкоћама, помажући им да се кроз посао стручно усавршавају. На пример, неки од њих су радом на пројекту стекли дипломе каменоресца.
- Спомен: Пројекат се може посматрати и као спомен.

## Експеримент
Експериментална археологија користи директан приступ методама испитивања, како би обновила заборављене технике. Била је уведена када су академици одлучили да експериментишу и да сами науче старе вештине, радије него да се ослањају само на моделе, хипотезе и теорије. Још један пример оваквог приступа је покушаји археолога да се створе кремене алатке. Током година, древне технике су превазиђене и заборављене.
Када етнографска истраживања нису могућа, могу помоћи археолошки материјал и стари рукописи, али ово доводи до грешака у тумачењу. Да би се разумело како се користи алат, како се гради објекат, неопходно је стварно искуство. Тако у оквиру експеримената настају мачеви, опсадне направе, утврђења и друге ствари. Циљ није само да се научи како се прави одређени предмет, већ и како се он користи.
За средњи век, овај приступ је ограничен на изоловане објекте, специфичне функције и ограничене секвенце. Намера дворца Геделон је стварање потпуно новог експеримента: анализу процеса градње као целокупног пројекта.
У новембру 2014. године, дворац је приказан у серији Би-Би-Си-ја, "Тајне замка", у којој се пројекат описује као "највећи светски археолошки експеримент".

## Слике изградње
- 2004
- 2005
- 2006
- 2007
- 2009
- 2011
- 2012
- 2013
- 2014

## Остали извори
- Dossier Futura-Sciences article Guédelon : renaissance d'un château médiéval (French)
- Guedelon construction photos (French)
- BBC News article
- Building the Great Cathedrals (Television documentary). NOVA. 19. 10. 2010.  Корисна информација се налази на: 5'10". Приступљено 20. 10. 2010.
- Guedelon 360°-Panoramatour - August 2011 (French)